# 1964年夏季奥林匹克运动会柔道比赛
1964年夏季奧林匹克運動會柔道比賽於1964年10月20日至10月24日在日本武道館舉行，本屆的柔道賽事共會頒發4枚金牌。

## 各項成績
| 項目             | 金牌                        | 银牌                              | 铜牌                                                          |
| 男子68公斤以下級 | 中谷雄英 · 日本（JPN）      | Eric Hänni · 瑞士（SUI）          | Ārons Bogoļubovs · 苏联（URS）Oleg Stepanov · 苏联（URS）     |
| 男子80公斤以下級 | 岡野功 · 日本（JPN）        | 沃尔夫冈·霍夫曼 · 德国联队（EUA） | James Bregman · 美国（USA）金義泰 · 韩国（KOR）               |
| 男子80公斤以上級 | 猪熊功 · 日本（JPN）        | 道格·罗杰斯 · 加拿大（CAN）       | Parnaoz Chikviladze · 苏联（URS）Anzor Kiknadze · 苏联（URS） |
| 無限制級         | Anton Geesink · 荷兰（NED） | 神永昭夫 · 日本（JPN）            | Theodore Boronovskis · （AUS）克劳斯·格拉恩 · 德国联队（EUA） |